# 小川信雄 (実業家)
小川 信雄（おがわ のぶお、1912年（明治45年）7月9日 - 2002年（平成14年）9月6日）は、日本のエンジニア・実業家。日亜化学工業創業者、元社長、元会長。同社を世界有数の蛍光灯用・ブラウン管テレビ用蛍光体メーカーに育て上げ、中村修二の青色発光ダイオード開発も決定、支援した。阿南市名誉市民。子供は男女各2人の4人。現・日亜化学工業会長の小川英治は長女の婿養子。

## 生涯
1912年（明治45年）7月9日、徳島県那賀郡長生村（現・阿南市長生町）において、久積鶴吉・ソノ夫妻の末子として誕生。高等小学校卒業後の1927年（昭和2年）、県立富岡中学校（現・富岡西高校）に入学。同級生に後藤田正晴が居て、柔道部で小川と後藤田は互いを認める間柄となった。後に後藤田が政界に打って出るため、東京から戻った折りに後援会長をと要請され、その後20年間会長を続けた。
陸軍士官学校か海軍兵学校への進学を目指していたが、在学中に目が悪くなったので断念。中学校卒業時は首席。担任の教師に第三高等学校（現・京都大学）への進学を勧められたが、家庭の経済事情を考慮し、1932年（昭和7年）、徳島高等工業学校応用化学科製薬化学部（現・徳島大学薬学部）に進んだ。翌年、同校初の「陸軍衛生部依託生徒」となった。
1935年（昭和10年）、徳島高等工業学校を卒業。東京の歩兵第3連隊へ入営し、見習士官の曹長として訓練を受けた。同年、陸軍三等薬剤官に昇進し、陸軍軍医学校乙種学生。同年12月、徳島県名西郡石井町の小川家に婿入りした。陸軍では、関東軍の関東陸軍倉庫、北支那方面軍の北支那防疫給水部などに勤務後、陸軍軍医学校甲種学生を経て、陸軍薬剤大尉としてソロモン諸島の戦いにおいて後方支援に当たる。ブーゲンビル島で敗戦を迎えるが、その折りの悲惨さを語るときにはあるところで口をつぐんだ。最終階級は陸軍薬剤少佐。
1946年（昭和21年）に帰国。しばらく故郷・長生村に滞在した後、大協石油（現・コスモ石油）に就職し、三重県四日市市に勤務。1948年（昭和23年）、再び帰郷し、精米所裏の借家で薬局を開業。1953年（昭和28年）、ストレプトマイシンを製造する協和醱酵工業（現・協和発酵キリン）に、地元の石灰石から製造した高純度塩化カルシウムの納入を開始。蛍光灯用蛍光体原料のリン酸カルシウムを新日本電気に納入する話がまとまったのを機に、1956年（昭和31年）12月、日亜化学工業を設立し、社長に就任した。
その後、日亜化学工業を蛍光灯用・ブラウン管テレビ用の蛍光体の世界有数のメーカーに育てた。1989年（平成元年）3月、長女の婿の小川英治に社長の座を譲り、自身は新設の会長職に就いた。なお、開発課員だった中村修二の青色発光ダイオード開発着手希望の直訴を受け、アメリカ留学と中小企業としては破格の研究開発費を拠出して中村の開発作業を側面から支援した。親族には財務局から警告されている久積篤史がいる。
2002年（平成14年）9月6日、日亜化学工業会長職在職中、脳梗塞のため、徳島県阿南市の自宅で死去。満90歳、享年91。